# Вестланн (фюльке)
Вестланн (норв. Vestland) — фюльке в Норвегии, созданное 1 января 2020 года. Фюльке расположено в Западной Норвегии и сосредоточено вокруг города Берген, второго по величине города Норвегии. Административным центром фюльке является город Берген, где базируется исполнительное и политическое руководство, но губернатор фюльке базируется в Хермансверке. Фюльке является одним из двух в Норвегии, в которых нюнорск является официальной письменной языковой формой (остальные нейтральны в отношении того, какую форму используют люди).
Вестланн образовался в 2020 году, когда бывшие фюльке Хордаланн и Согн-ог-Фьюране (за исключением коммуны Хорниндал, которая стала частью коммуны Волда в фюльке Мёре-ог-Ромсдал) были объединены.

## История
Вестланн — недавно созданное фюльке, но оно было заселено на протяжении веков. В Средние века этот район состоял из множества мелких королевств под властью Гулатинга (законодательной ассамблеи, участники которой регулярно собирались в Гулене на протяжении около 500 лет). Северная часть была известна как Фирдафюльке (ныне регион Фьордане; Нордфьорд-Суннфьорд), центральная часть — как Сигнафюльке, а южная — как Хордафюльке.
В начале XVI века Норвегия была разделена на четыре лена. Столица Бергенхус-лена находилась в Бергене и охватывала большую часть западной и северной Норвегии, включая Фирдафюльке, Сигнафюльке, Хордафюльке и Суннморафильке (в настоящее время фюльке Мёре-ог-Ромсдал).
В 1662 году лены были заменены амтами. 19 февраля 1662 года королевским указом название было изменено на Бергенхус-амт. Первоначально новый Бергенхус-амт состоял из современных районов Вестланна и района Суннмёре в Мёре-ог-Ромсдал, а крайний северный район Нордландене находился в подчинении Бергенхус-амта. Регион Суннмёре был передан Ромсдалену в 1689 году, и примерно в то же время была отделена территория Нордландене.
В 1763 году амт был разделен на северную и южную части: Северный Бергенхус-амт и Южный Бергенхус-амт. Когда территория была разделена, нынешняя коммуна Гулен была разделена, и южная часть оказалась в составе Южного Бергенхус-амта. В 1773 году границу перенесли так, чтобы весь Гулен располагался в северной части.
1 января 1919 года Северный Бергенхус-амт был переименован в фюльке Согн-ог-Фьюране, а Южный Бергенхус-амт — в фюльке Хордаланн.
Город Берген был исключен из состава Бергенхус-амта в 1831 году и классифицировался как город-амт с 1831 по 1972 год. В то время, в 1915 году, коммуна Арстад была присоединена к Бергену. В 1972 году соседние коммуны Арна, Фана, Лаксеваг и Осане были присоединены к городу Бергену. В то же время город Берген утратил статус самостоятельной административно-территориальной единицы и снова стал частью фюльке Хордаланн.
1 января 2020 года фюльке Хордаланн и Согн-ог-Фьюране снова были объединены, образовав фюльке Вестланн.

## География
Вестланн расположен на западном побережье Норвегии. Он разделен несколькими длинными глубокими фьордами, в том числе Норд-фьордом, Согне-фьордом и Хардангер-фьордом — одними из самых известных фьордов Норвегии. Около половины национального парка Хардангервидда находится в Вестланне. Он также включает ледники Йостедаль, Фолгефонн и Хардангерйёкулен. Фюльке также включает в себя множество известных водопадов, таких как Верингсфоссен и Стиккедалсфоссен. Рамнефьельсфоссен (ранее называвшийся Утигардфоссен) — самый высокий водопад в Норвегии и третий по высоте в мире, а Веттисфоссен — один из самых высоких водопадов Норвегии с перепадом высот 275 метров. Оба расположены в горах Йотунхейм.
За пределами Бергена фюльке в основном представляет собой сельский регион с разбросанным населением. Круизные лайнеры посещают Вестланн все лето из-за уникальных видов высоких гор и тёмно-синих фьордов. Знаменитый Нерой-фьорд расположен на юге фюльке. Это район фьордов, внесённый в список Всемирного наследия ЮНЕСКО. Есть несколько архипелагов, в том числе Ойгарден, Остеволл, Буландет, Бремангерландет и Кинн. Самая западная точка Норвегии — Холмебан в муниципалитете Золунд. Остров Унст, часть Шетландских островов, находится примерно в 300 километрах к западу от Холмебана.
Рельеф меняется, в основном горы меньшего размера на береговой линии, постепенно увеличиваясь до гор, достигающих более 2000 метров. Из-за крутого подъёма высот и фьордов, прорезающих местность, количество осадков очень велико. Системы низкого давления приходят с запада и встречаются с горами (явление, известное как орографический подъём) и вызывают дождь и снегопад.

## Правительство
Вестланн является главным местным административным районом в Норвегии. Вся страна разделена на 11 фюльке. Фюльке Вестланн также является избирательной территорией, где всенародное голосование проводится каждые 4 года. Правительством Вестланна является муниципалитет округа Вестланн. В его состав входят 65 членов, которые избираются для формирования окружного совета (фюлькестинга). Фюлькестинг возглавляет мэр округа. С 2020 года муниципалитет округа Вестланн возглавляет Джон Аскеланд, мэр округа.
В графстве также есть губернатор фюльке, который является представителем короля и правительства Норвегии. Ларс Спонхейм является нынешним губернатором графства Вестланн.
Коммуны в Вестланне разделены между несколькими окружными судами: Окружной суд Нордхордланд, Окружной суд Суннхордланд, Окружной суд Бергена, Окружной суд Хардангер и Окружной суд Согн-ог-Фьюране. Все эти суды подчиняются окружному апелляционному суду Гулатинга в Бергене.